# Alberto Granados
Alberto Granados Martínez (Madrid, 16 de enero de 1965) es un periodista y escritor español. Durante 16 años desempeñó su carrera profesional en la Cadena Ser hasta su incorporación a Onda Cero en 2015.
En 2009 fue galardonado con el premio Antena de Plata que concede la Asociación de Profesionales de Radio y Televisión de Madrid.

## Comienzos
Sus inicios nada tienen que ver con el periodismo; Estudió Químicas en el Instituto Politécnico "La Paloma" aunque posteriormente se dedicó a la cartografía, concretamente a la fotogrametría, llegando a dirigir su propia empresa. 

## Radio
En el año 1994 ingresó en la academia Locución y Prácticas donde realizó varios cursos de locución publicitaria, redacción periodística y foniatría. Trabajó en varias emisoras locales y posteriormente en Europa FM. En 1997 comenzó su andadura en la Cadena SER. En esta emisora ha sido redactor de varios programas (Milenio 3, El foro, Hola Madrid, Hoy por hoy Madrid, Ser aventureros, Pistas blancas o Carrusel de verano) y presentador de otros muchos (El club de las siete, El club del verano, Carrusel de verano, Pistas blancas, Ser Curiosos, Todo es ponerse, No estamos locos o Gran Vía, renombrado desde 2009 como A vivir Madrid). En septiembre de 2010 Granados se hizo cargo de la dirección y presentación del espacio Hoy por Hoy Madrid. En septiembre de 2011 regresó de nuevo a los fines de semana de la SER con A Vivir Madrid, rodeado una vez más de su equipo habitual. La dirección y presentación de este programa sería su último trabajo en la emisora de Prisa hasta su inesperado despido a finales de julio de 2013. En 2015 se incorporó a Onda Cero, donde actualmente dirige y presenta el programa diario Aquí en la Onda Madrid.

## Televisión
En televisión ha sido colaborador de los espacios Punto G y Palabras mayores del canal Localia y reportero y redactor del programa semanal Cuarto Milenio, de Cuatro. Entre 2014 y 2015 participó en los programas Planeta Comida y Aquí la Tierra, ambos de TVE.

## Producción literaria
Hasta ahora, Granados ha escrito ocho libros: En 2005, en coautoría con el también periodista Joaquín Merino, publicó Titanes de los fogones, un compendio de semblanzas de 26 personalidades de la gastronomía española. En 2007, dentro de la colección Milenio, apareció el exitoso Leyendas urbanas: Entre la realidad y la superstición, trabajo que se mantuvo durante varias semanas entre los más vendidos de la editorial Aguilar y cuyas cuatro primeras ediciones se agotaron. El 18 de febrero de 2009 la misma editorial publicó ¿Es eso cierto?, una obra de carácter divulgativo que desmenuza los grandes avances científicos del siglo XXI. En febrero de 2010 apareció el volumen Leyendas Urbanas Ilustradas, adaptación al cómic de su obra anterior, con dibujos de Raúl Palacio y guion del propio Granados, y a finales de año Aguilar publicó La Historia Más Curiosa. Tras llegar a un acuerdo con Espasa Calpe, en mayo de 2011 apareció su primera novela, Los Vigilantes de los Días, que toma como marco histórico el año 2012 y las profecías mayas relacionadas con el fin del mundo. Historias Imprescindibles para los Amantes de los Viajes, publicado de nuevo por Aguilar en febrero de 2013 y con un prólogo de Paco Nadal, fue una obra concebida como un concienzudo trabajo de recopilación histórica con datos, anécdotas, historias y curiosidades sobre los más dispares destinos del planeta, a modo de pequeñas y amenas piezas periodísticas. Su último ensayo hasta la fecha es Las Rutas del Misterio: El Madrid Oscuro, una obra que traza diversos itinerarios por Madrid, descubriéndonos historias tan increíbles como escalofriantes.

## Otras actividades
Interesado por los temas de crecimiento personal, es entrenador y practitioner en Programación Neurolingüística (PNL), así como Master especialista en Inteligencia Emocional por la Universidad Camilo José Cela. Ha colaborado en diversos medios escritos, como la revista Interviú, en la que escribió durante dos años la sección El plan de fin de semana y en varios portales de Internet. En septiembre de 2013 Alberto lanzó el blog Planeta en Conserva, un punto de encuentro en la red especializado en gastronomía, crítica de restaurantes, y viajes por los más diversos lugares del planeta. También ha escrito en la revista Sobremesa, donde se ha especializado en viajes, y actualmente dirige la revista gastronómica digital Kobe Magazine.

## Equipo de colaboradores
Desde hace mucho tiempo, Alberto Granados cuenta con un asentado equipo de colaboradores que le acompañan en prácticamente todas sus aventuras radiofónicas. Nombres como Fernando Berlín, Pablo Batlle, Francisco Pérez Caballero, Fernando Marañón, Andrés Madrigal, Julián Ruiz, Pancho Varona, Iñaki de la Torre, Ainhoa Goñi, Fran Pomares o Rubén Ruiz son voces habituales y reconocibles en sus programas.

## Obra
- Titanes de los fogones (El Tercer Nombre 2005) - ISBN 84-934436-3-8
- Leyendas urbanas: Entre la realidad y la superstición (Aguilar 2007) - ISBN 978-84-03-09826-8
- ¿Es eso cierto? (Aguilar 2009) - ISBN 978-84-03-59528-6
- Leyendas Urbanas Ilustradas (Aguilar 2010) - ISBN 978-84-03-10033-6
- La Historia Más Curiosa (Aguilar 2010) - ISBN 978-84-03-10105-0
- Los Vigilantes de los Días (Espasa 2011) - ISBN 978-84-670-3620-6
- Historias Imprescindibles para los Amantes de los Viajes (Aguilar 2013) - ISBN 978-84-03-10126-5
- Las Rutas del Misterio: El Madrid Oscuro (Espasa 2013) - ISBN 978-84-670-3818-7